# Ommatoptera laurifolia
Ommatoptera laurifolia är en insektsart som beskrevs av Francois Jules Pictet de la Rive 1888. Ommatoptera laurifolia ingår i släktet Ommatoptera och familjen vårtbitare. Inga underarter finns listade i Catalogue of Life.